# بدلین
بدلین (به لهستانی:  Bydlin) یک روستا در لهستان است که در گمینا کلوچه واقع شده‌است. بدلین ۹۹۰ نفر جمعیت دارد.